# Chaetosphaeriales
Chaetosphaeriales es un orden de hongos de la clase Sordariomycetes.